# Zdechovice (ort i Tjeckien, lat 50,22, long 15,56)
Zdechovice är en ort i Tjeckien. Den ligger i den centrala delen av landet, 80 km öster om huvudstaden Prag. Zdechovice ligger 278 meter över havet och antalet invånare är 131.
Terrängen runt Zdechovice är huvudsakligen platt. Zdechovice ligger uppe på en höjd. Runt Zdechovice är det ganska tätbefolkat, med 75 invånare per kvadratkilometer. Närmaste större samhälle är Hradec Králové, 19,3 km öster om Zdechovice. Trakten runt Zdechovice består till största delen av jordbruksmark.